# Avis-Celer
Avis-Celer is een Duits historisch motorfietsmerk.
De bedrijfsnaam was: A. & W. Lambrecht & Co., Hannover-Linden, later Otto Hammer & W. Lambrecht, Hannover-Hainholz.
Dit was een Duits bedrijf dat vanaf 1925 voor de racerij 248- en 348 cc-machines maakte met JAP-kopklepmotoren. De normale productie bestond uit 173- tot 348cc-tweetakten met Villiers-motor.
Vanaf 1928 gebruikte men ook 347- en 498 cc MAG-kopkleppers. Avis-Celer was een van de eerste Duitse merken die zadeltanks toepasten. De productie eindigde in 1931.